# 日本サーフィン連盟
公益社団法人日本サーフィン連盟は、日本におけるサーフィンの国内競技連盟である。国際サーフィン連盟、日本オリンピック委員会、日本ワールドゲームズ協会に加盟している。通称NSA。

## 沿革
- 1965年 - 設立
- 2024年8月7日より公益社団法人日本サーフィン連盟に改組した。[1]

## 大会
- 全日本級別サーフィン選手権大会
- 全日本サーフィン選手権大会
- ジュニアオープンサーフィン選手権大会
- マスターズオープンサーフィン選手権大会

## 関連団体
- 日本プロサーフィン連盟